# Ernst Larsen
Ernst Willy Larsen (Trondheim, 18 luglio 1926 – Trondheim, 2 dicembre 2015) è stato un siepista norvegese.

## Palmarès
| Anno | Manifestazione  | Sede      | Evento       | Risultato | Prestazione | Note |
| ---- | --------------- | --------- | ------------ | --------- | ----------- | ---- |
| 1954 | Europei         | Berna     | 3000 m siepi | Bronzo    | 8'53"2      |      |
| 1956 | Giochi olimpici | Melbourne | 3000 m siepi | Bronzo    | 8'44"0      |      |